# Буковље (Велика Кладуша)
Буковље је насељено мјесто у Општини Велика Кладуша, Унско-сански кантон, ФБиХ.

## Географија
Буковље се налази у Општини Велика Кладуша, између насеља Глиница и Босанска Бојна, на надморској висини од 190 метара. Близу је границе Босне и Херцеговине (Федерације Босне и Херцеговине) и Републике Хрватске.

## Демографија
| Националност | 1991. | 1981. | 1971. |
| Муслимани    | 5     | 6     | 12    |
| Срби         | 128   | 182   | 342   |
| Хрвати       | 1     | 0     | 0     |
| Југословени  | 0     | 28    | 26    |
| остали       | 5     | 0     | 0     |
| Укупно       | 139   | 216   | 380   |